# Lijst van burgemeesters van Wijdewormer
Dit is een lijst van burgemeesters van de voormalige Nederlandse gemeente Wijdewormer vanaf de afsplitsing van Jisp op 1 mei 1817 tot Wijdewormer op 1 januari 1991 opging in de nieuwe gemeente Wormerland.
| Ambtsperiode | Naam burgemeester           | Partij of stroming | Bijzonderheden                                                                                        |
| ------------ | --------------------------- | ------------------ | --- |
| 1817 - 1845  | Johannes (J.) Wildschut     |                    | tevens burgemeester van Jisp                                                                          |
| 1845 - 1852  | Gerbrand (G.) de Ruyter     |                    | |
| 1852 - 1859  | Adrianus (A.) Wildschut Jsz |                    | tevens burgemeester van Jisp (1845-1859) en Wormer (1852-1854)                                        |
| 1859 - 1902  | Cornelis (C.) Wildschut     |                    | tevens burgemeester van Jisp                                                                          |
| 1902 - 1918  | Johannes (J.) Wildschut     |                    | zoon van Adrianus Wildschut; tevens burgemeester van Jisp                                             |
| 1918 - 1945  | Hero (H.) ter Cock          |                    | |
| 1945 - 1946  | Reinder (R.) Kooiman        |                    | waarnemend; tevens (waarnemend) burgemeester van Purmerend                                            |
| 1946 - 1958  | Jan Frans de Groot          | CHU                | later burgemeester van Monnickendam en Katwoude                                                       |
| 1958 - 1972  | Evert Cornelis Tjaden       |                    | tevens waarnemend burgemeester van Jisp (1967-1972)                                                   |
| 1973 - 1983  | Jacob Dirk Post             | PvdA               | tevens waarnemend burgemeester van Jisp, later burgemeester van Wieringen                             |
| 1983 - 1991  | Jan (J.) Koppenaal          | VVD                | waarnemend; tevens burgemeester van Broek in Waterland (1978-1991); later burgemeester van Wormerland |